# Sam Rivers (jazzman)
Samuel Carthorne Rivers (ur. 25 września 1923 w El Reno, Oklahoma, zm. 26 grudnia 2011 w Orlando, Floryda) – amerykański jazzman i kompozytor. Grał na saksofonie (altowym, sopranowym i tenorowym), flecie i na pianinie.

## Życiorys
Jeden z największych intelektualistów jazzu i jednocześnie wyjątkowo oryginalny solista, grający zarówno na saksofonach, flecie i fortepianie, jak i na altówce. Zajmował się również intensywnymi studiami nad muzyką afroamerykańską, co znacząco mu pomogło w pracy kompozytorskiej i nauczycielskiej. Studiował m.in. w Boston Conservatory of Music w latach 1947–1952. Po zakończeniu studiów zaczął koncertować (w różnych klubach). W latach 50. występował z Billie Holiday i Herbem Pomeroyem. Grał w orkiestrze Jimmy’ego Witherspoona. W latach 60. udzielał się w zespołach B.B. Kinga i Wilsona Picketta oraz Milesa Davisa (1964) i Cecila Taylora (1968). W latach 70. współpracował z Dave’em Hollandem, co zaowocowało kilkoma świetnymi płytami ("Conference of the Birds", "Waves"). W 1970 roku założył w Nowym Jorku własny klub Studio RivBea.

## Dyskografia

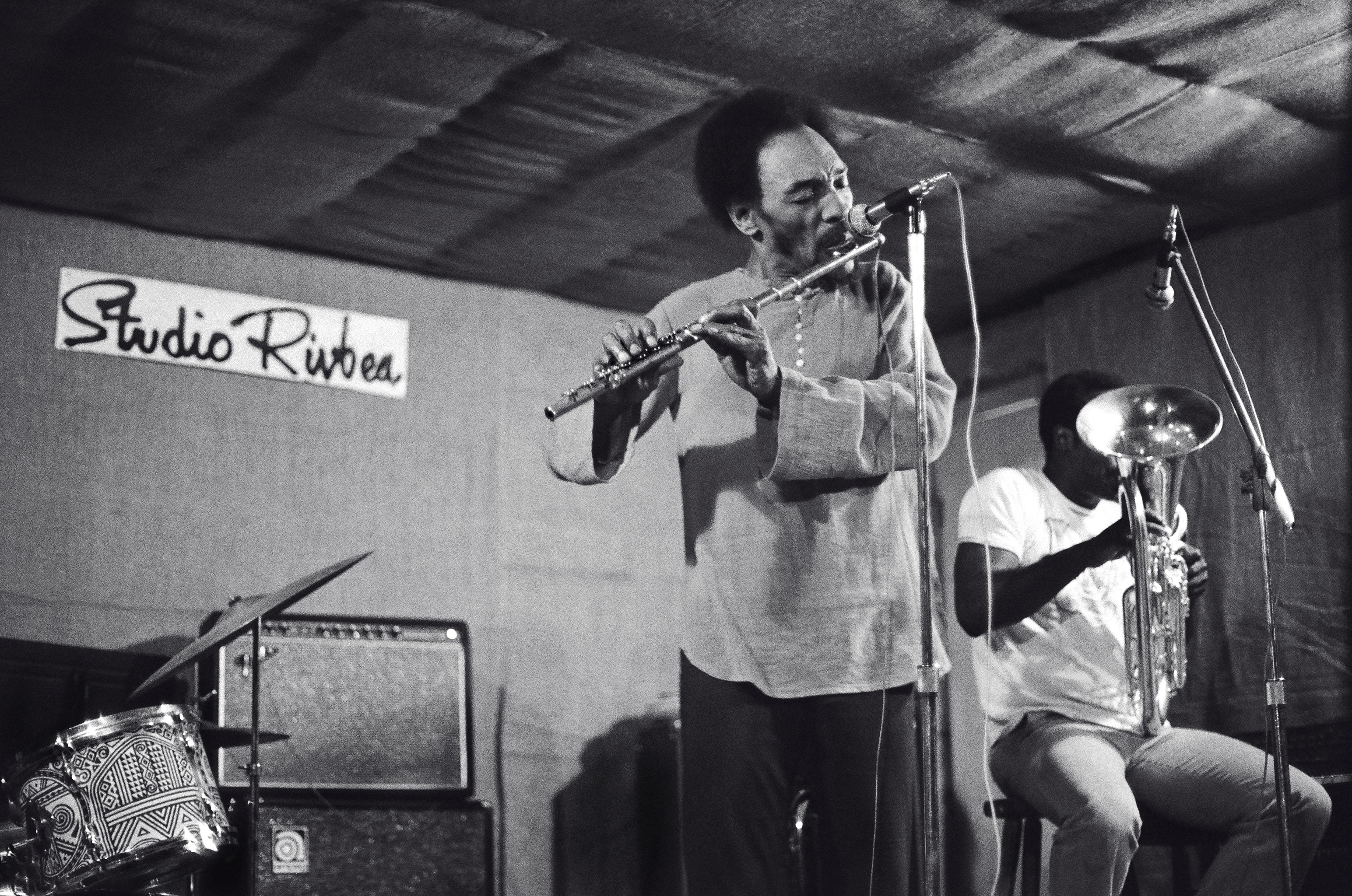
Sam Rivers (1976)

- 1964: Fuchsia Swing Song
- 1964: Miles in Tokyo
- 1964: Life Time
- 1965: Dialogue
- 1965: Contours
- 1965: Spring
- 1966: Change
- 1966: A New Conception
- 1971: Hues
- 1972: Conference of the Birds
- 1973: Streams
- 1976: Sam Rivers & Dave Holland
- 1976: The Tuba Trio
- 1978: Waves
- 1983: Colours
- 1990: Lazuli
- 1992: Salutes the Saxophone
- 1993: In the Name of...
- 1993: Stablemates
- 1994: Summit Conference
- 1995: What If
- 1995: Background for Improvisors
- 1997: Portrait
- 1997: Hints on Light and Shadow
- 1998: Tangens
- 1999: Inspiration
- 2000: Firestorm
- 2005: Violet Violets
- 2006: Purple Violets